# Meromyza incompleta
Meromyza incompleta är en tvåvingeart som beskrevs av Friedrich Hermann Loew 1860. Meromyza incompleta ingår i släktet Meromyza och familjen fritflugor. Inga underarter finns listade i Catalogue of Life.